# Charles Borck
Charles "Charlie" Borck (Manila, 4 de janeiro de 1917 - Las Vegas, 6 de fevereiro de 2008) foi um basquetebolista filipino que integrou a seleção filipina que competiu nos VI Jogos Olímpicos de Verão realizados em Berlim em 1936.